# Waterbury, Connecticut
Waterbury är en stad i New Haven County i Connecticut i USA med cirka 107 271 invånare (2000). Waterbury är den femte största staden i Connecticut.